# Plaça del Baluard
La plaça del Baluard és una antiga plaça de la ciutat de Reus que havia estat el pati d'armes d'una fortificació coneguda com el Baluard, que cobria l'angle de la muralla que formaven els actuals ravals de Martí Folguera i de Robuster. També es coneix com a plaça de les Garrofes, perquè allí es venien els dies de mercat.
Andreu de Bofarull explica que l'any 1464 es va acabar la construcció de la torre de defensa, durant la guerra civil contra Joan el Sense Fe, que dominava les dues esplanades de fora muralla en direcció a Salou i a Cambrils. Al centre hi havia la gran plaça d'armes, amb dues sortides, una pel corredor del mur anomenat de les Barreres i l'altra per un portó que donava als darreres del bordell, que estava sota l'empara del Comú. Sembla que sis anys després, el 1470, encara s'hi treballava, segons el «Llibre dels Consells» Gras i Elias diu que al costat de la porta que comunicava la plaça amb el Baluard hi havia una torre d'homenatge que s'anomenava Torre del Mascardell.
L'any 1987, el Pla Especial de Reforma Interior va ampliar la superfície de la plaça fins al carrer de Rosselló, deixant al descobert moltes façanes i s'hi van construir uns blocs d'habitatges de promoció social, gestionats per l'INCASOL. Mes endavant s'hi va crear un aparcament municipal subterrani que va ocupar només la meitat de la superfície de la plaça, que ara té una part encimentada i l'altra amb arbrat i mobiliari urbà.